# Finsk mark

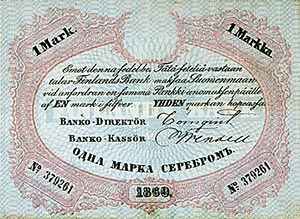
Enmarksedel anno 1860.

Finsk mark (förkortat mk; på finska: Suomen markka) var den valuta som användes i Finland fram till införandet av euron 2002. Valutakoden var FIM. Valutaenheten 1 mark (på finska: markka) indelades i 100 penni (på finska: penni).

## Historia
Valutan finska mark infördes 1860 i sedelform, kompletterades med mynt 1864 och ersatte slutligen den tidigare ryska rubeln 1865, då den från att ha varit värd en kvarts rubel övergick till silvermyntfot, trots att Finland ännu var en del av Ryssland som ett autonomt storfurstendöme.
Marken knöts första gången till guldmyntfot 1878, då en mark fick samma värde som bland annat fransk och schweizisk franc och italiensk lire (genom den latinska myntunionen). Under första världskriget rådde svår inflation och kopplingen till metall bröts. Efter självständigheten 1917 togs de ryska texterna bort från den finska marken.
Då ekonomin återhämtat sig återinfördes guldmyntfoten indirekt 1926, via brittiskt pund. Efter den stora depressionen var man tvungen att avstå från kopplingen 1931. Marken knöts åter till pundet 1933 och sedan till USA-dollar. Landets medverkan i kriget gav upphov till en kraftig inflation och valutan lyckades inte hålla sitt värde utan sjönk kraftigt under dessa år. 1946 klipptes sedlarna i två delar, varav den ena halvan var fortsatt giltig till halva värdet, medan andra halvan gavs som lån till staten.
1948 lät man knyta marken till den amerikanska dollarn inom ramen för Bretton Woodssystemet till en kurs av 320 FIM/USD. 1963 genomfördes en revalverande valutareform, där en ny mark motsvarade hundra gamla. I praktiken innebar detta att "två nollor ströks". En amerikansk dollar blev nu värd 3,20 FIM. De nya mynten och sedlarna motsvarade till utseendet de gamla med samma värde, men med den nya valören angiven.
Bretton Woodssystemet upphörde 1971 på grund av USA:s ansträngda finanser (med Vietnamkriget som en orsak). 1973 ledde oljekrisen till lågkonjunktur. Finland valde att liksom Sverige devalvera flera gånger mellan 1971 och 1979, där valutans värde sjönk med lite drygt 35%. När Mauno Koivisto tillträdde som president 1982 inleddes en ny era där en av hans hjärtefrågor var att valutan skulle försvaras till 110 % (den starka markens politik). Detta var en taktik som kom att hålla in i 1990-talet när Sovjetunionen (som Finland hade ett betydande handelssamarbete med) föll samman, vilket tillsammans med en finansbubbla och internationell lågkonjunktur ledde till en svår depression. Inom loppet av 14 månader tvingades man två gånger devalvera marken med ytterligare 27 %. Vid det senare tillfället valde man att låta valutan flyta fritt och styras av marknaden, ett initiativ som då (hösten 1992) följdes av flera andra länder såsom Sverige, Storbritannien, Irland och Danmark. Efter några år stabiliserades kursen och Finlands bank valde att låta knyta marken till den europeiska valutaenheten (Ecu) och när valutasamarbetet senare blev verklighet i början av 2000-talet så gick Finland med fullt ut genom att ersätta marken med euro.
Vid övergången till euron fastställdes slutkursen (1999) till 1 euro = 5,94573 finska mark.

## Användning
Valutan gavs ut av Finlands Bank som grundades 1812 av Alexander I av Ryssland i Åbo. Banken har sedan 1819 sitt huvudkontor i Helsingfors och är medlem i Europeiska centralbankssystemet.

## Valörer (vid avskaffandet)

### Mynt
1 och 5 och 20 penni fanns ännu i begränsad cirkulation men präglades inte längre, och användes i praktiken ytterst sällan på grund av en lag om avrundning till närmaste 10 penni.
De olika myntens motiv:
- 10 penni (silverfärgad) ett bivaxkakmotiv på åtsidan och liljekonvaljblad och -blommor på frånsidan.
- 50 penni (silverfärgad) björnmossa på åtsidan och en brunbjörn på frånsidan.
- 1 mark (kopparfärgad) Lejonet från den finska statsvapnet är på frånsidan.
- 5 mark (kopparfärgad) Näckrosblad och en trollslända på åtsidan och en saimenvikare på frånsidan.
- 10 mark (två metaller, kopparfärgad i mitten och silverfärgad runt om) Rönngrenar och rönnbär på åtsidan och en spelande tjäder på frånsidan.

### Sedlar
| Valör     | Färg       | Framsida                                          | Baksida                        |
| --------- | ---------- | ------------------------------------------------- | ------------------------------ |
| 10 mark   | Blå        | Paavo Nurmi (1897–1973), idrottsman               | Helsingfors Olympiastadion     |
| 20 mark   | Blå/grön   | Väinö Linna (1920–1992), författare               | Tammerkoski bro                |
| 50 mark   | Brun       | Alvar Aalto (1898–1976), arkitekt                 | Finlandiahuset                 |
| 100 mark  | Grön       | Jean Sibelius (1865-1957), kompositör             | Svanar                         |
| 500 mark  | Röd        | Elias Lönnrot (1802–1884), kompilator av Kalevala | Morgonlandskap från Punkaharju |
| 1000 mark | Blå/purpur | Anders Chydenius (1729–1803), präst och statsman  | Kungsporten i Sveaborg         |